# Mercedes-Benz W203
De Mercedes-Benz W203 is de fabrieksbenaming voor de Mercedes C-Klasse die van 2000 tot 2008 is geproduceerd.

## Design
Het uiterlijk van de C-Klasse veranderde tamelijk heftig met de introductie van de W203. Het is een stuk grotere, atletischer gelijnde auto, die beschreven kan worden als een kleinere S-Klasse. De grille werd wat kleiner en, net als de rest van de auto, minder hoekig. Ook kreeg de C-Klasse de voor die tijd typische Mercedes-Benz koplampen met twee elkaar overlappende ovalen. De W203 was er ook als Sportcoupé (CL203), een wat vreemd ogende tweedeurs coupé/hatchback die concurreerde met de BMW 3-serie Compact. Het interieur veranderde niet hevig, maar werd minder hoekig. Ook kwam er een nieuw stuur en optioneel een groter scherm. De W203 is met de volgende pakketten leverbaar geweest: Classic, Elegance en Avantgarde.

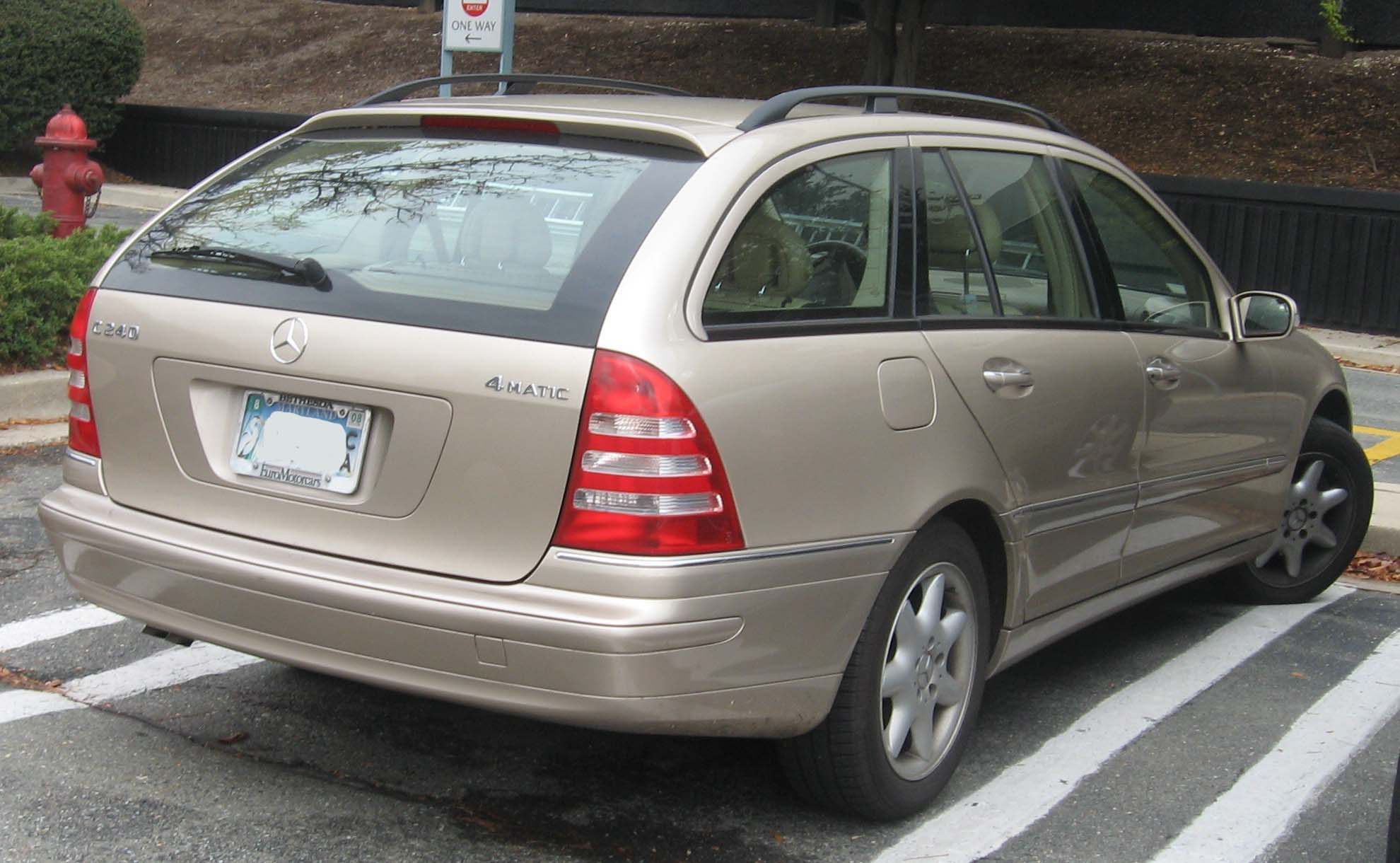
S203

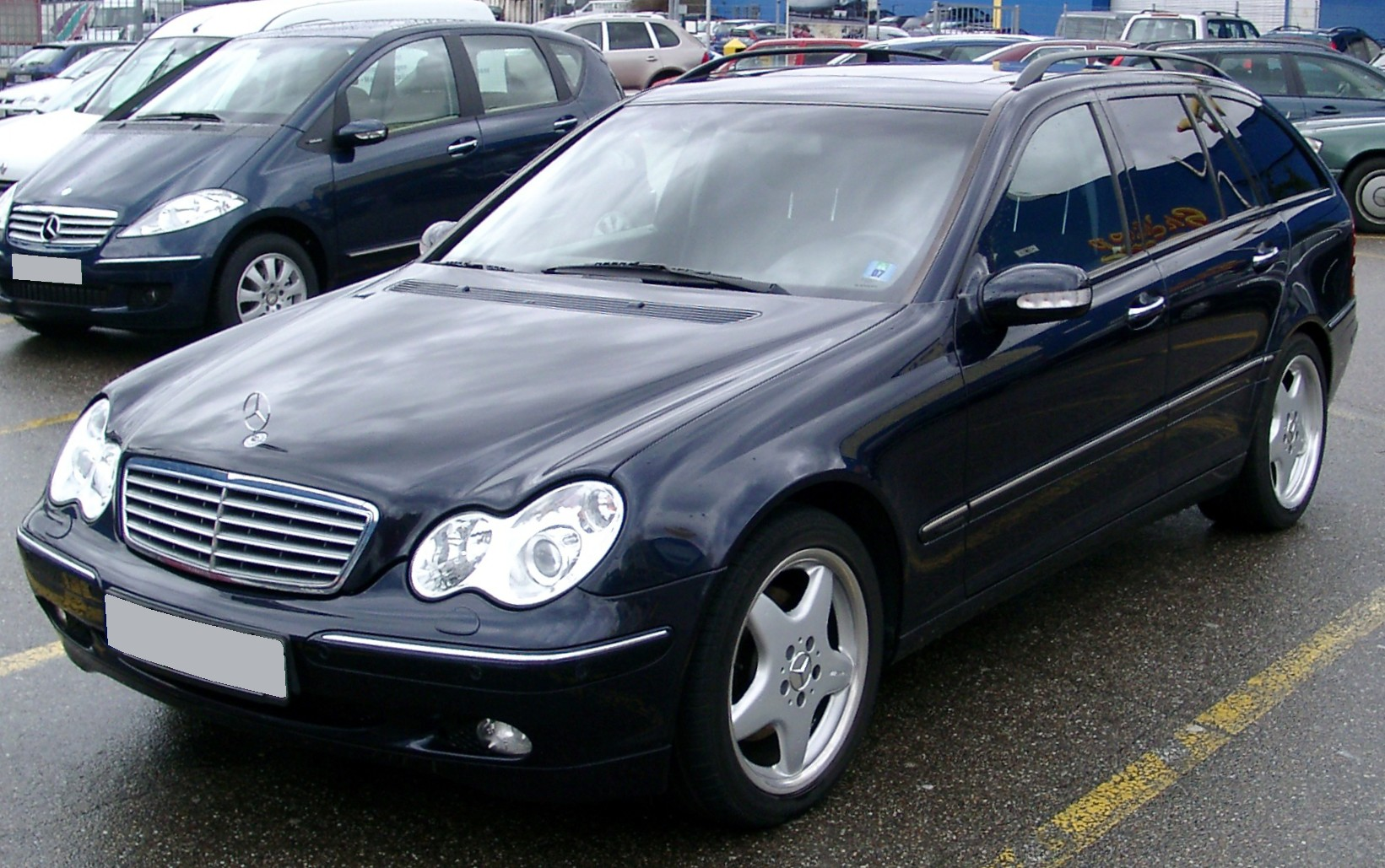
S203 voorkant

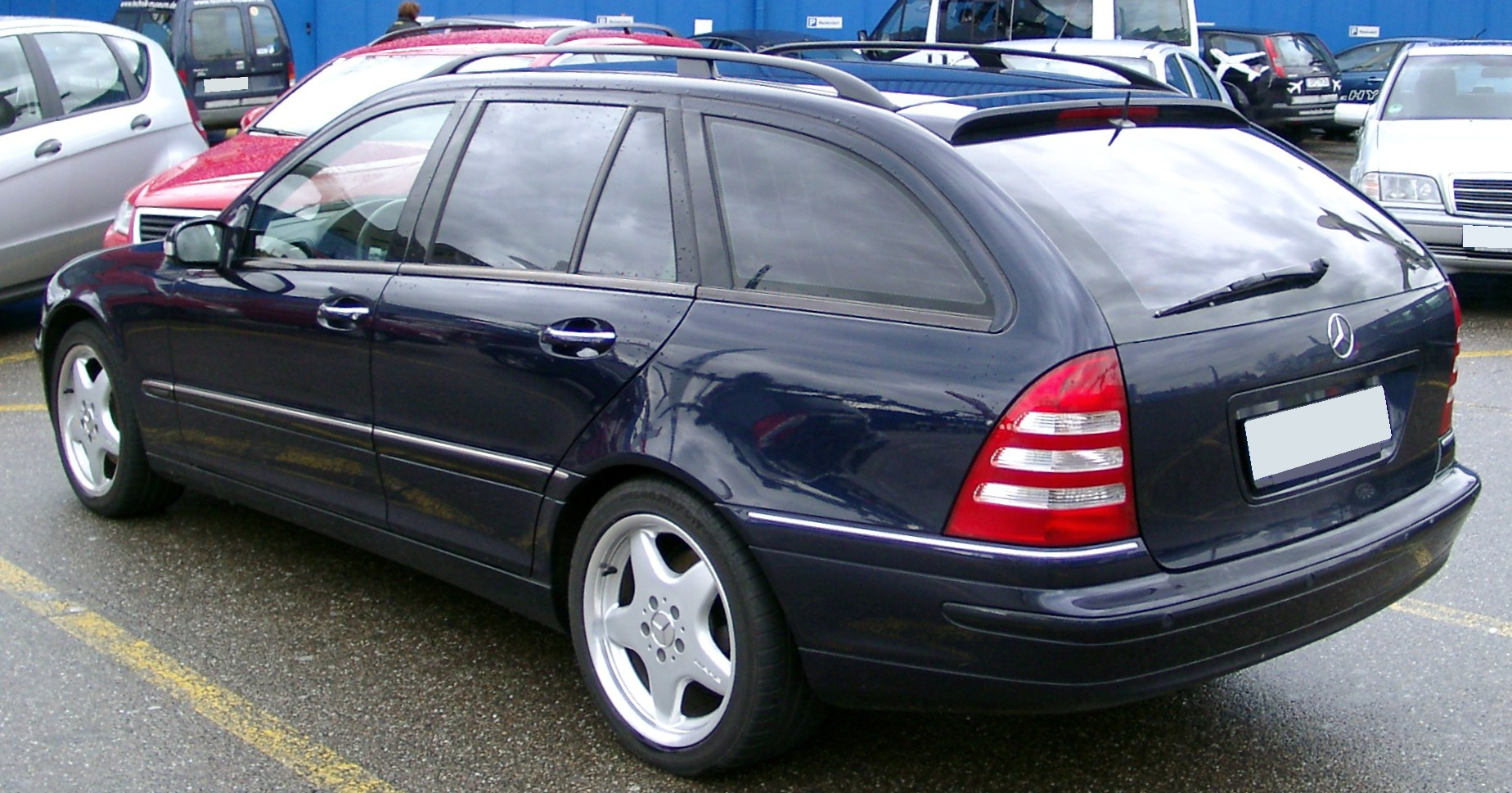
S203

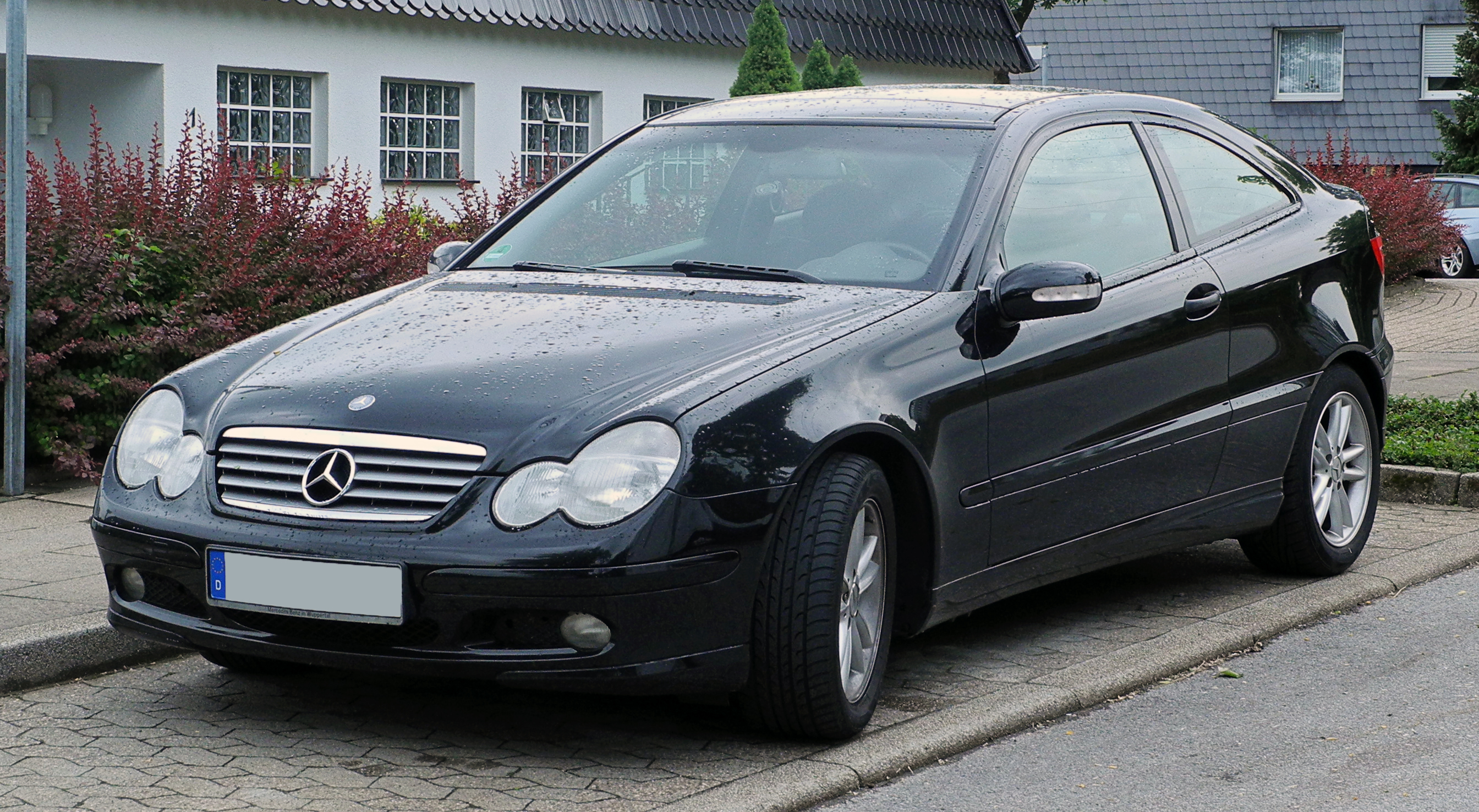
CL203 Sportscoupé

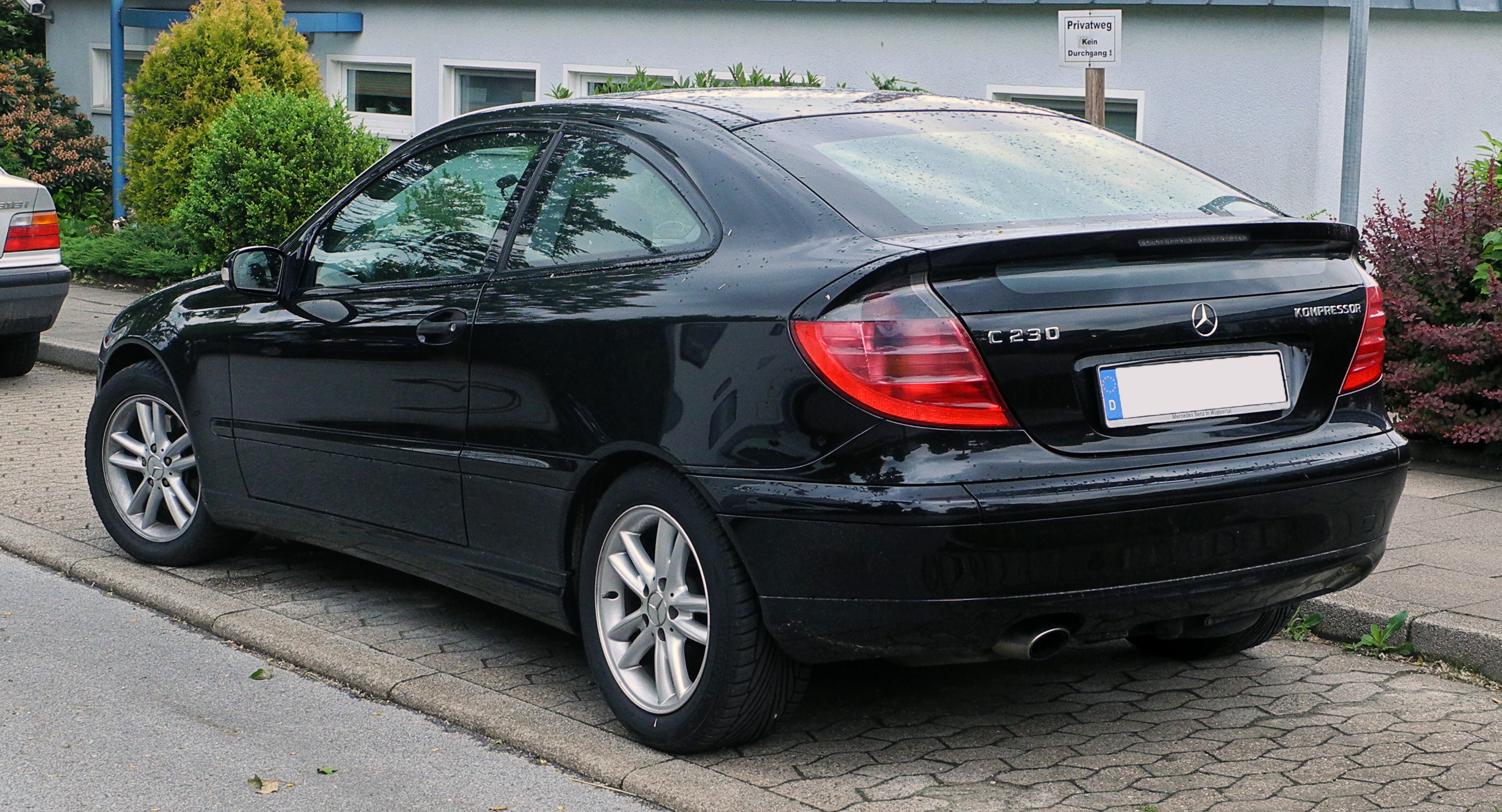
CL203 Sportscoupé

## Technisch
De W203 kreeg voortaan een 6-bak in plaats van 5-bak, de automaat bleef een 5-traps. Ook kwam er voor het eerst 4Matic vierwielaandrijving beschikbaar in de C-Klasse, in combinatie met de 240 en 320. De motoren werden deels overgenomen uit de W202. De instapper, de 180, had voortaan ook een 2,0 liter viercilinder, met 129 pk. Vanaf 2002 werd dit een 1,8 liter met supercharger en 143 pk, genaamd C180 Kompressor. De C200 was louter nog als Kompressor met 163 pk. De C240 had voortaan een 2,6 liter V6, maar had nog steeds 170 pk. De topmotorisering was de C320 met 3,2 liter V6 met 218 pk. Hiermee kon men in slechts 7,8 seconden naar de 100 km/u.
Alle diesels waren voortaan een CDI, met turbolader. Deze begonnen bij de 200 CDI, met 2,1 liter met 115 pk. Ditzelfde blok lag ook in de C220 CDI, maar dan met 143 pk. Ook was er een nieuwe vijfcilinder, de C270 CDI met 170 pk en 370 Nm.

## AMG
Ook kwamen er weer AMG-versies van de C-Klasse. Om te beginnen kwam in 2001 de C32 AMG, met 3,2 liter V6 met supercharger. Het zou de laatste keer zijn dat er een zescilinder in een C-Klasse AMG lag tot 2015. Het blok leverde 354 pk bij 6100 tpm en 450 Nm bij 4400 tpm en was gekoppeld aan een 5-traps automaat. De sprint naar 100 km/u is hiermee in 5,2 seconden achter de rug.
Uniek was de C30 CDI AMG. Deze kwam een jaar later en is tot op de dag van vandaag de enige keer dat AMG zich met een diesel heeft bemoeid. Als hart fungeert een 3,0 liter turbovijfcilinder met 231 pk en liefst 540 Nm. 0–100 km/u duurt 6,8 seconden. Het was ook de enige AMG die als Sportscoupé te krijgen was.
Na de facelift werd de C32 AMG vervangen door de C55 AMG. Deze heeft de bekende 5,4 liter V8, in dit geval met natuurlijke aanzuiging en 367 pk en 510 Nm. De C55 AMG kreeg ook een nieuwe automaat en kent dezelfde acceleratietijd als zijn voorganger.
De C55 AMG beschikt over een aangepaste, ongeveer acht centimeter langere neus om de V8 te huisvesten.
Gegevens van de geleverde modellen:
Benzine
| Sedan            | Sedan     | Sedan     | Sedan   | Sedan    | Sedan  | Sedan                                    | Sedan         | Sedan          | Sedan       |
| Type             | Motor     | Motor     | Motor   | Vermogen | Koppel | Transmissie                              | 0–100 km/u    | Topsnelheid    | Jaartal     |
| Type             | Inhoud    | Cilinders | Kleppen | Vermogen | Koppel | Transmissie                              | 0–100 km/u    | Topsnelheid    | Jaartal     |
| ---------------- | --------- | --------- | ------- | -------- | ------ | ---------------------------------------- | ------------- | -------------- | ----------- |
| C 180            | 1.998 cm³ | 4-in-lijn | 16V     | 129 pk   | 185 Nm | handgeschakelde 6-bak / 5-traps automaat | 11,0 / 11,6 s | 210 / 207 km/u | 2000 - 2002 |
| C 180 Kompressor | 1.796 cm³ | 4-in-lijn | 16V     | 143 pk   | 220 Nm | handgeschakelde 6-bak / 5-traps automaat | 9,7 / 9,9 s   | 223 / 220 km/u | 2002 - 2004 |
| C 200 Kompressor | 1.998 cm³ | 4-in-lijn | 16V     | 163 pk   | 230 Nm | handgeschakelde 6-bak / 5-traps automaat | 9,3 / 9,7 s   | 230 / 227 km/u | 2000 - 2002 |
| C 200 Kompressor | 1.796 cm³ | 4-in-lijn | 16V     | 163 pk   | 240 Nm | handgeschakelde 6-bak / 5-traps automaat | 9,1 / 9,4 s   | 234 / 231 km/u | 2002 - 2004 |
| C 240            | 2.597 cm³ | V6        | 18V     | 170 pk   | 240 Nm | handgeschakelde 6-bak / 5-traps automaat | 9,2 / 9,5 s   | 235 / 232 km/u | 2000 - 2004 |
| C 240 4Matic     | 2.597 cm³ | V6        | 18V     | 170 pk   | 240 Nm | 5-traps automaat                         | 10,0 s        | 228 km/u       | 2002 - 2004 |
| C 320            | 3.199 cm³ | V6        | 18V     | 218 pk   | 310 Nm | handgeschakelde 6-bak / 5-traps automaat | 7,8 / 7,8 s   | 245 / 245 km/u | 2000 - 2004 |
| C 320 4Matic     | 3.199 cm³ | V6        | 18V     | 218 pk   | 310 Nm | 5-traps automaat                         | 7,9 s         | 241 km/u       | 2002 - 2004 |
| C 32 AMG         | 3.199 cm³ | V6        | 18V     | 354 pk   | 450 Nm | 5-traps automaat                         | 5,2 s         | 250 km/u       | 2001 - 2004 |

| Combi            | Combi     | Combi     | Combi   | Combi    | Combi  | Combi                                    | Combi         | Combi          | Combi       |
| Type             | Motor     | Motor     | Motor   | Vermogen | Koppel | Transmissie                              | 0–100 km/u    | Topsnelheid    | Jaartal     |
| Type             | Inhoud    | Cilinders | Kleppen | Vermogen | Koppel | Transmissie                              | 0–100 km/u    | Topsnelheid    | Jaartal     |
| ---------------- | --------- | --------- | ------- | -------- | ------ | ---------------------------------------- | ------------- | -------------- | ----------- |
| C 180            | 1.998 cm³ | 4-in-lijn | 16V     | 129 pk   | 185 Nm | handgeschakelde 6-bak / 5-traps automaat | 11,3 / 11,9 s | 206 / 201 km/u | 2001 - 2002 |
| C 180 Kompressor | 1.796 cm³ | 4-in-lijn | 16V     | 143 pk   | 220 Nm | handgeschakelde 6-bak / 5-traps automaat | 10,0 / 10,1 s | 216 / 213 km/u | 2002 - 2004 |
| C 200 Kompressor | 1.998 cm³ | 4-in-lijn | 16V     | 163 pk   | 230 Nm | handgeschakelde 6-bak / 5-traps automaat | 9,6 / 10,1 s  | 226 / 223 km/u | 2001 - 2002 |
| C 200 Kompressor | 1.796 cm³ | 4-in-lijn | 16V     | 163 pk   | 240 Nm | handgeschakelde 6-bak / 5-traps automaat | 9,4 / 9,7 s   | 228 / 224 km/u | 2002 - 2004 |
| C 240            | 2.597 cm³ | V6        | 18V     | 170 pk   | 240 Nm | handgeschakelde 6-bak / 5-traps automaat | 9,5 / 9,5 s   | 229 / 226 km/u | 2001 - 2004 |
| C 240 4Matic     | 2.597 cm³ | V6        | 18V     | 170 pk   | 240 Nm | 5-traps automaat                         | 10,5 s        | 219 km/u       | 2002 - 2004 |
| C 320            | 3.199 cm³ | V6        | 18V     | 218 pk   | 310 Nm | handgeschakelde 6-bak / 5-traps automaat | 8,1 / 8,1 s   | 242 / 242 km/u | 2001 - 2005 |
| C 320 4Matic     | 3.199 cm³ | V6        | 18V     | 218 pk   | 310 Nm | 5-traps automaat                         | 8,3 s         | 235 km/u       | 2002 - 2004 |
| C 32 AMG         | 3.199 cm³ | V6        | 18V     | 354 pk   | 450 Nm | 5-traps automaat                         | 5,4 s         | 250 km/u       | 2001 - 2004 |

| Sportscoupé      | Sportscoupé | Sportscoupé | Sportscoupé | Sportscoupé | Sportscoupé | Sportscoupé                              | Sportscoupé   | Sportscoupé    | Sportscoupé |
| Type             | Motor       | Motor       | Motor       | Vermogen    | Koppel      | Transmissie                              | 0–100 km/u    | Topsnelheid    | Jaartal     |
| Type             | Inhoud      | Cilinders   | Kleppen     | Vermogen    | Koppel      | Transmissie                              | 0–100 km/u    | Topsnelheid    | Jaartal     |
| ---------------- | ----------- | ----------- | ----------- | ----------- | ----------- | ---------------------------------------- | ------------- | -------------- | ----------- |
| C 180            | 1.998 cm³   | 4-in-lijn   | 16V         | 129 pk      | 185 Nm      | handgeschakelde 6-bak / 5-traps automaat | 11,0 / 11,6 s | 210 / 207 km/u | 2001 - 2002 |
| C 180 Kompressor | 1.796 cm³   | 4-in-lijn   | 16V         | 143 pk      | 220 Nm      | handgeschakelde 6-bak / 5-traps automaat | 9,7 / 9,9 s   | 223 / 220 km/u | 2002 - 2004 |
| C 200 Kompressor | 1.998 cm³   | 4-in-lijn   | 16V         | 163 pk      | 230 Nm      | handgeschakelde 6-bak / 5-traps automaat | 9,3 / 9,7 s   | 230 / 227 km/u | 2001 - 2002 |
| C 200 Kompressor | 1.796 cm³   | 4-in-lijn   | 16V         | 163 pk      | 240 Nm      | handgeschakelde 6-bak / 5-traps automaat | 9,1 / 9,4 s   | 234 / 231 km/u | 2002 - 2004 |
| C 230 Kompressor | 1.796 cm³   | 4-in-lijn   | 16V         | 192 pk      | 260 Nm      | handgeschakelde 6-bak / 5-traps automaat | 8,1 / 8,2 s   | 240 / 236 km/u | 2004 - 2005 |
| C 320            | 3.199 cm³   | V6          | 18V         | 218 pk      | 310 Nm      | handgeschakelde 6-bak / 5-traps automaat | 7,8 / 7,8 s   | 248 / 248 km/u | 2000 - 2004 |

Diesel
| Sedan        | Sedan     | Sedan     | Sedan   | Sedan    | Sedan  | Sedan                                    | Sedan         | Sedan          | Sedan       |
| Type         | Motor     | Motor     | Motor   | Vermogen | Koppel | Transmissie                              | 0–100 km/u    | Topsnelheid    | Jaartal     |
| Type         | Inhoud    | Cilinders | Kleppen | Vermogen | Koppel | Transmissie                              | 0–100 km/u    | Topsnelheid    | Jaartal     |
| ------------ | --------- | --------- | ------- | -------- | ------ | ---------------------------------------- | ------------- | -------------- | ----------- |
| C 200 CDI    | 2.148 cm³ | 4-in-lijn | 16V     | 115 pk   | 250 Nm | handgeschakelde 6-bak / 5-traps automaat | 12,1 / 12,1 s | 203 / 198 km/u | 2000 - 2004 |
| C 220 CDI    | 2.148 cm³ | 4-in-lijn | 16V     | 143 pk   | 315 Nm | handgeschakelde 6-bak / 5-traps automaat | 10,3 / 10,5 s | 220 / 215 km/u | 2000 - 2004 |
| C 270 CDI    | 2.685 cm³ | 5-in-lijn | 20V     | 170 pk   | 400 Nm | handgeschakelde 6-bak / 5-traps automaat | 8,9 / 9,1 s   | 230 / 225 km/u | 2000 - 2004 |
| C 30 CDI AMG | 2.950 cm³ | 5-in-lijn | 20V     | 231 pk   | 540 Nm | 5-traps automaat                         | 6,8 s         | 250 km/u       | 2002 - 2004 |

| Combi        | Combi     | Combi     | Combi   | Combi    | Combi  | Combi                                    | Combi          | Combi          | Combi       |
| Type         | Motor     | Motor     | Motor   | Vermogen | Koppel | Transmissie                              | 0–100 km/u     | Topsnelheid    | Jaartal     |
| Type         | Inhoud    | Cilinders | Kleppen | Vermogen | Koppel | Transmissie                              | 0–100 km/u     | Topsnelheid    | Jaartal     |
| ------------ | --------- | --------- | ------- | -------- | ------ | ---------------------------------------- | -------------- | -------------- | ----------- |
| C 200 CDI    | 2.148 cm³ | 4-in-lijn | 16V     | 115 pk   | 250 Nm | handgeschakelde 6-bak / 5-traps automaat | 197 / 192 km/u | 2001 - 2004    |             |
| C 220 CDI    | 2.148 cm³ | 4-in-lijn | 16V     | 143 pk   | 315 Nm | handgeschakelde 6-bak / 5-traps automaat | 10,7 / 11,0 s  | 214 / 209 km/u | 2001 - 2004 |
| C 270 CDI    | 2.685 cm³ | 5-in-lijn | 20V     | 170 pk   | 400 Nm | handgeschakelde 6-bak / 5-traps automaat | 8,9 / 9,1 s    | 230 / 225 km/u | 2001 - 2004 |
| C 30 CDI AMG | 2.950 cm³ | 5-in-lijn | 20V     | 231 pk   | 540 Nm | 5-traps automaat                         | 7,0 s          | 245 km/u       | 2002 - 2004 |

| Sportscoupé  | Sportscoupé | Sportscoupé | Sportscoupé | Sportscoupé | Sportscoupé | Sportscoupé                              | Sportscoupé   | Sportscoupé    | Sportscoupé |
| Type         | Motor       | Motor       | Motor       | Vermogen    | Koppel      | Transmissie                              | 0–100 km/u    | Topsnelheid    | Jaartal     |
| Type         | Inhoud      | Cilinders   | Kleppen     | Vermogen    | Koppel      | Transmissie                              | 0–100 km/u    | Topsnelheid    | Jaartal     |
| ------------ | ----------- | ----------- | ----------- | ----------- | ----------- | ---------------------------------------- | ------------- | -------------- | ----------- |
| C 220 CDI    | 2.148 cm³   | 4-in-lijn   | 16V         | 143 pk      | 315 Nm      | handgeschakelde 6-bak / 5-traps automaat | 10,3 / 10,5 s | 220 / 215 km/u | 2001 - 2004 |
| C 30 CDI AMG | 2.950 cm³   | 5-in-lijn   | 20V         | 231 pk      | 540 Nm      | 5-traps automaat                         | 6,8 s         | 250 km/u       | 2002 - 2004 |

## Facelift
In 2004 onderging de C-Klasse een facelift. Er kwam een nieuwe voorbumper met grotere luchtinlaten, een nieuwe grille met drie lamellen en de koplampen kregen helder glas. Verder beschikten de Classic en Elegance voortaan over de skirts en achterbumper van de Elegance uitvoering. Het roestprobleem dat toen nog niet bekend was bij het grote publiek werd ook aangepakt, helaas speelde dit zich toch weer op bij de Mercedes-Benz W204. Verder kreeg de W203 voortaan grotere banden en standaard 16 inch wielen. Op motorgebied kwam er de 230 Kompressor bij met 192 pk, nog steeds met 1,8 liter, die maar één jaar werd geproduceerd. Hierna werd hij vervangen door C230 (zonder Kompressor), die opvallend genoeg nog steeds een compressor had, en voortaan een 2,5 liter V6 had met 204 pk. Duidelijk waren namen die de cilinderinhoud aangeven intussen verleden tijd. Na één jaar werd de C240, die qua prestaties voorbij geschoten was door kleinere Kompressor blokken, vervangen door de C280. Deze had een 3,0 liter V6 met 231 pk. Tegelijk werd de 320 vervangen door de 350, met 3,5 liter V6 met 272 pk. Op dieselgebied veranderde ook het een en ander. De 200 CDI steeg naar 122 pk en de 220 CDI naar 150 pk. De C30 CDI AMG werd vanaf 2005 niet meer geproduceerd, en dus kwam er een nieuwe topdiesel; de 320 CDI. Deze had een 3,0 liter V6 met 224 pk en 510 Nm (handgeschakeld beperkt to 415 Nm). Verder kwam er speciaal in de Sportscoupé een 160, dit was de 1,8 liter maar dan met 122 pk.

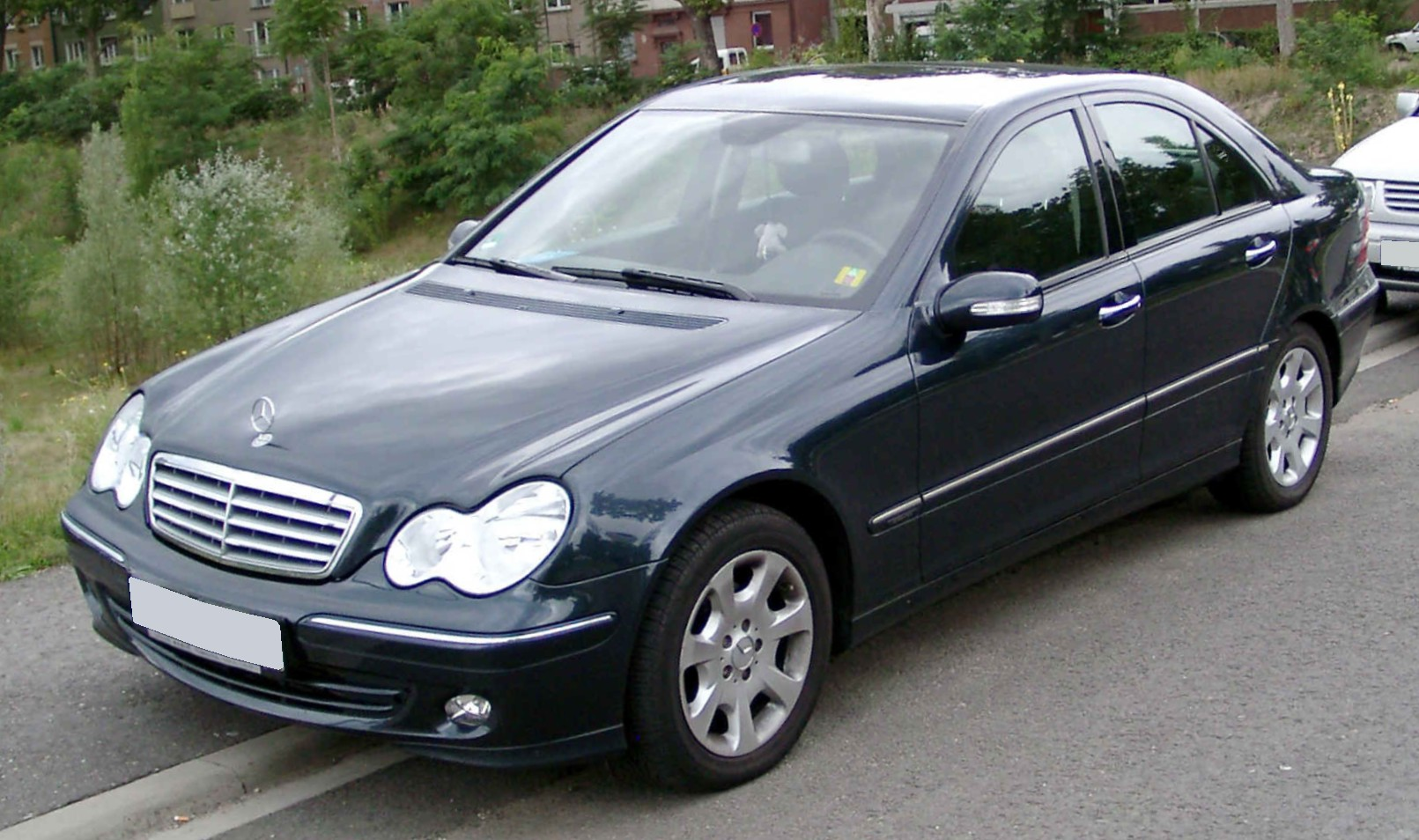
W203 Voorkant

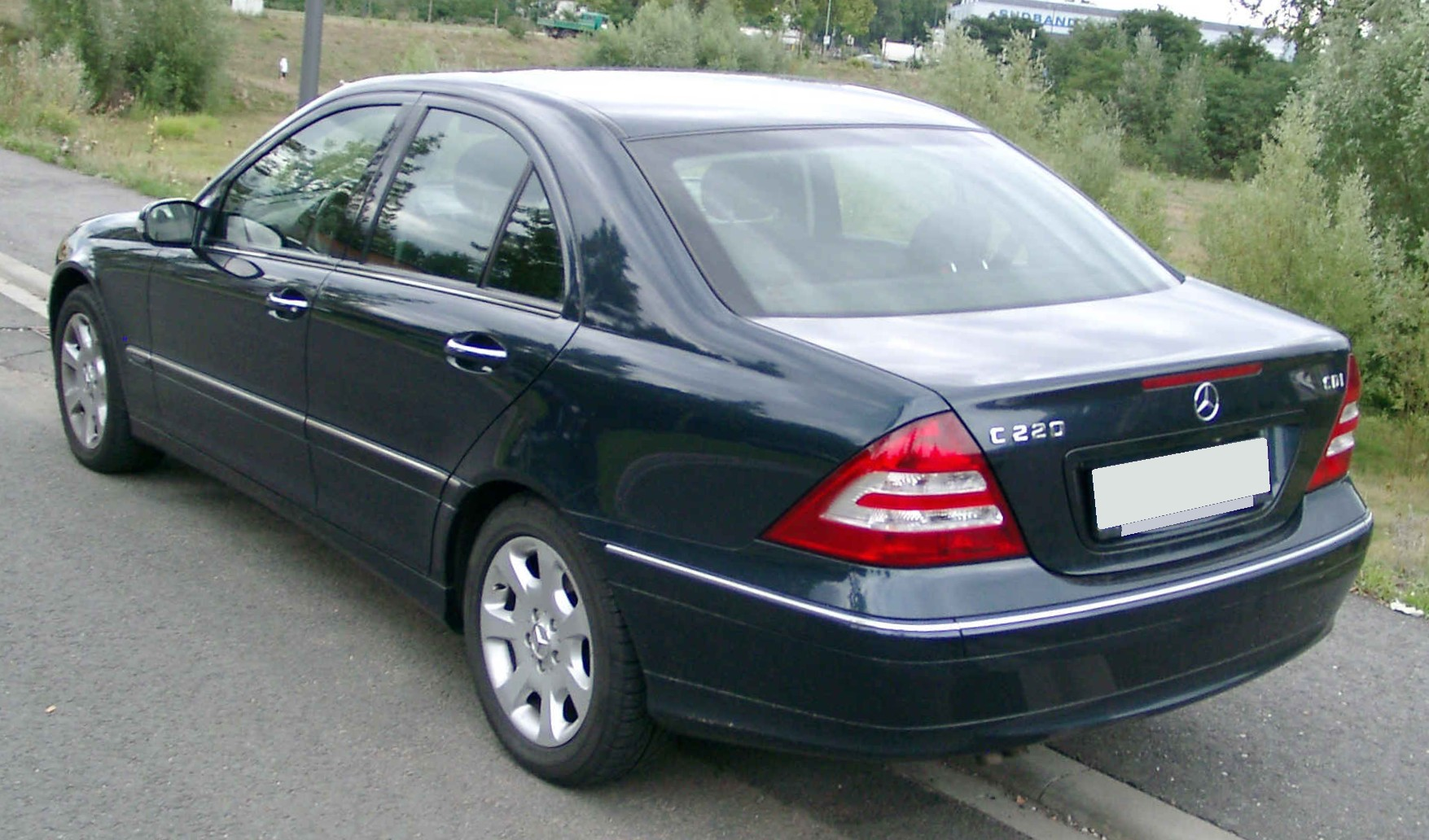
W203 Achterkant

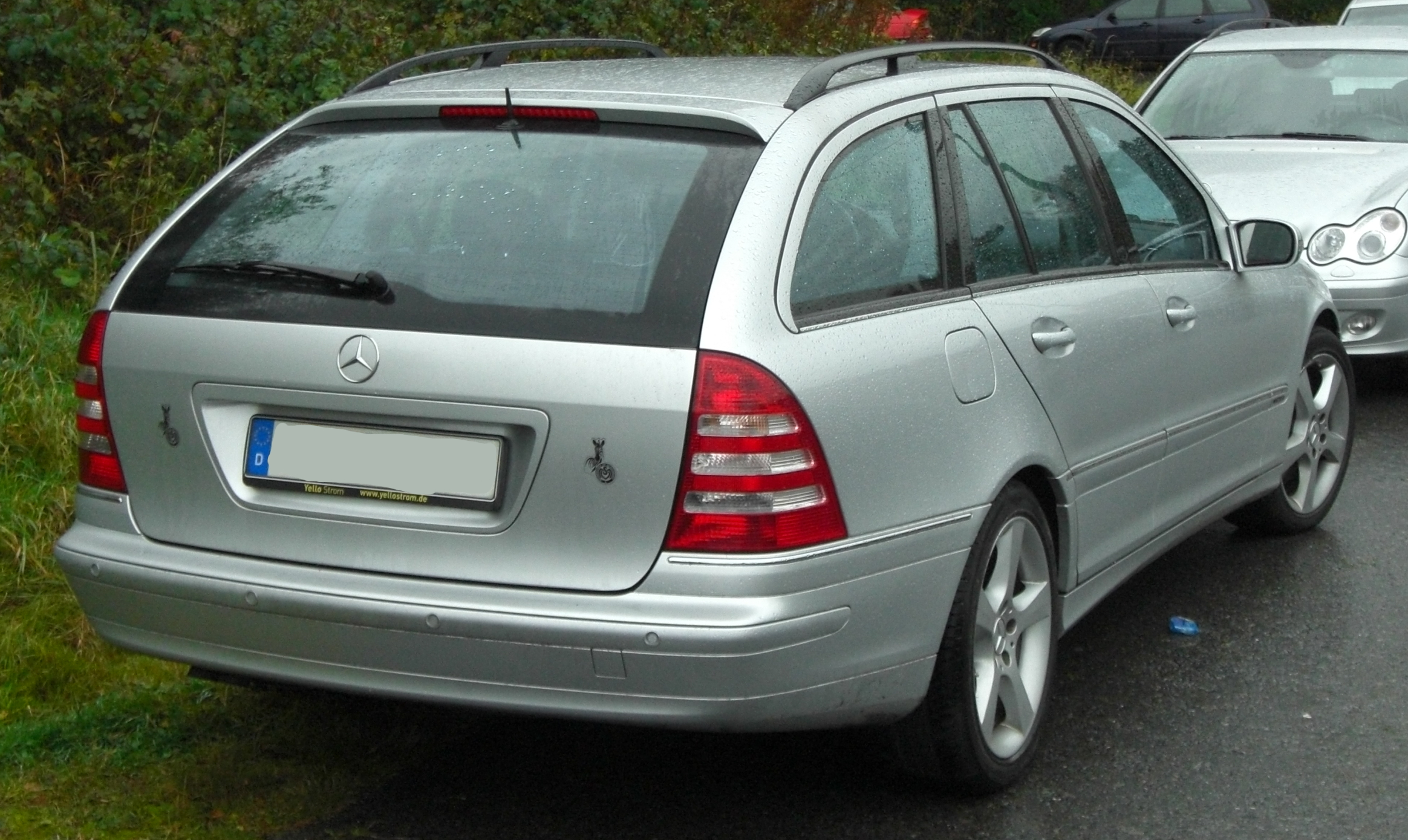
S203

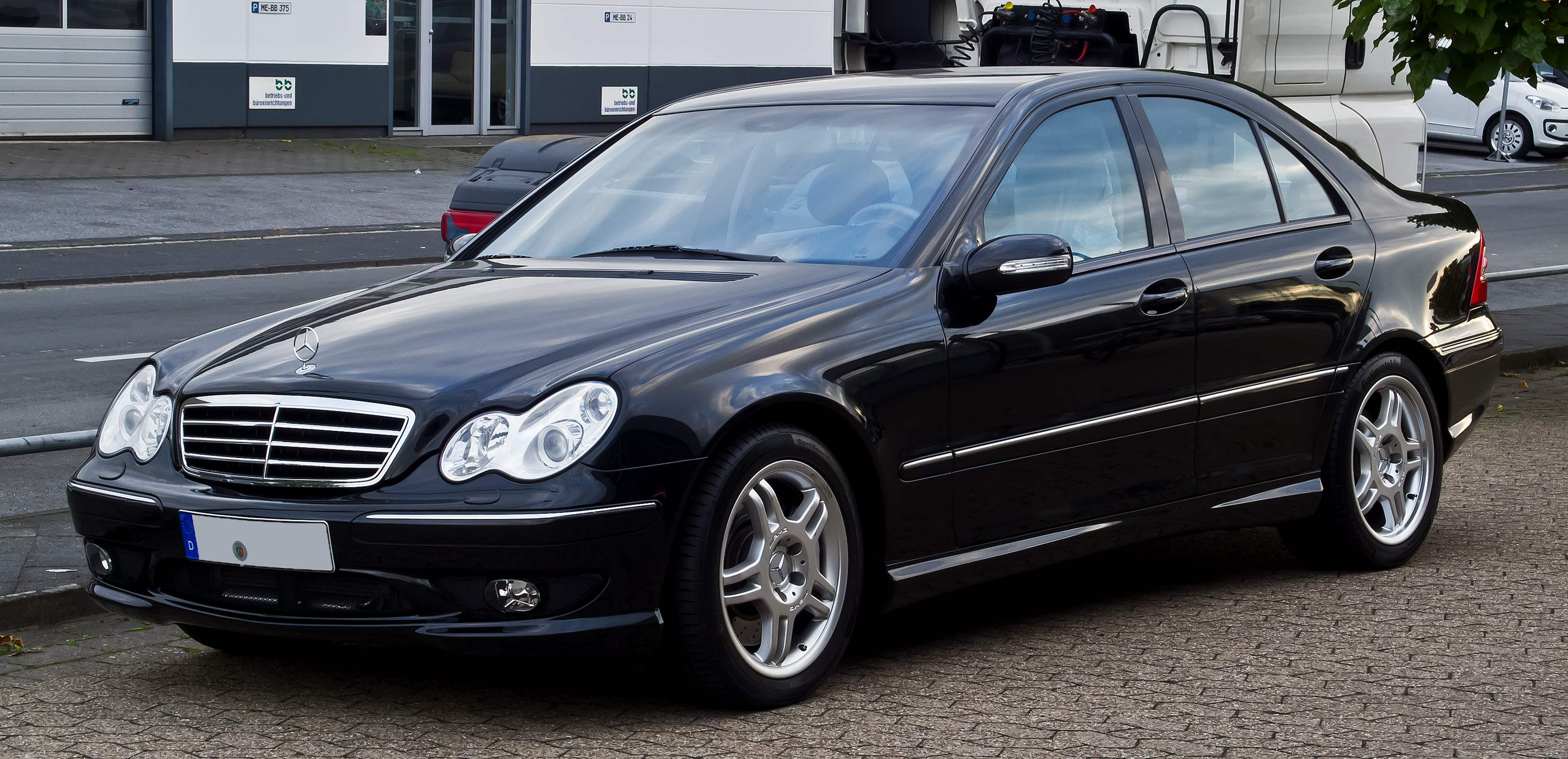
C 30 CDI AMG

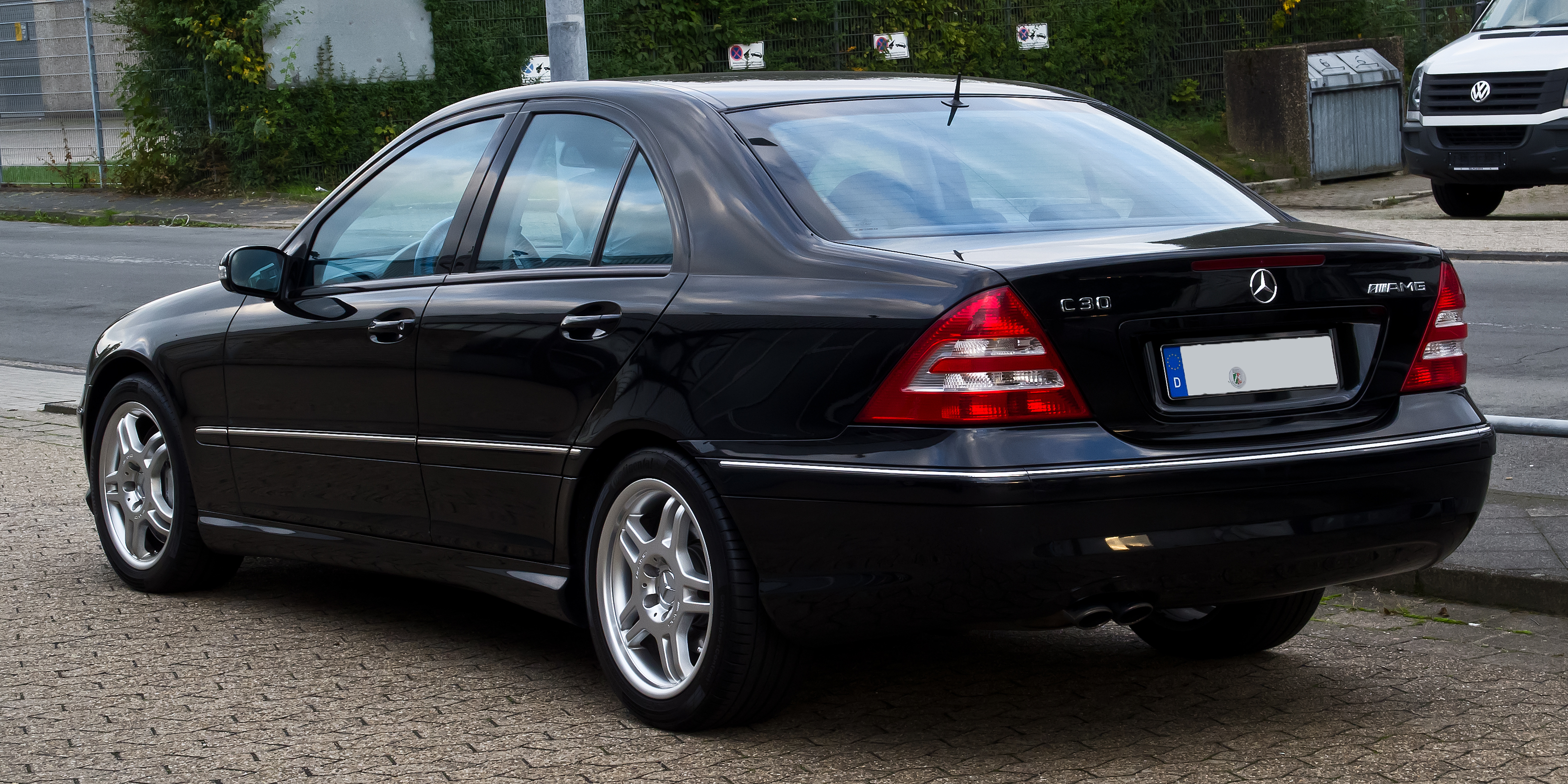
C 30 CDI AMG

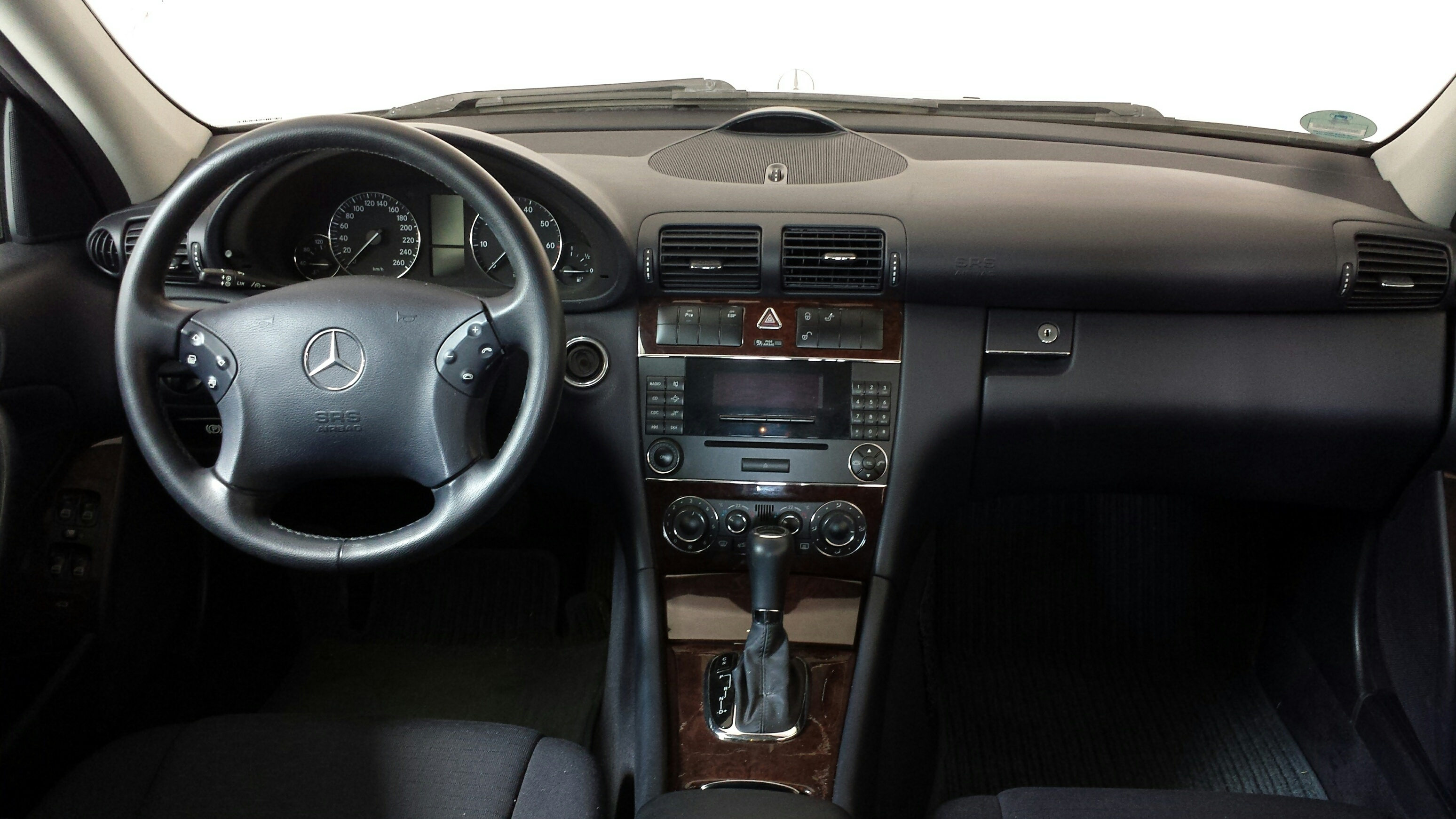
W203 Interieur

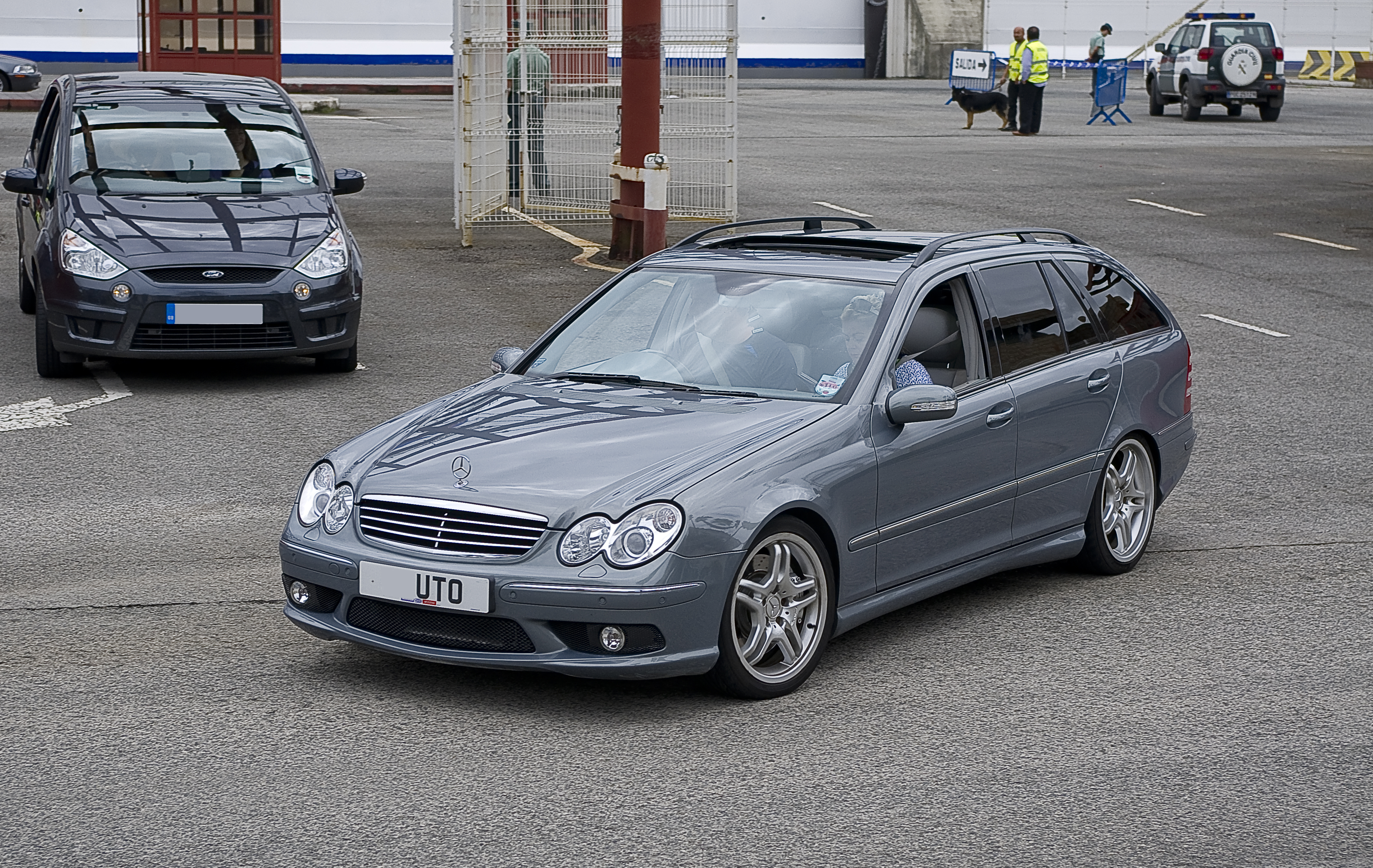
C 55 AMG T

Gegevens van de geleverde modellen:
Benzine
| Sedan            | Sedan     | Sedan     | Sedan   | Sedan    | Sedan  | Sedan                                    | Sedan       | Sedan          | Sedan       |
| Type             | Motor     | Motor     | Motor   | Vermogen | Koppel | Transmissie                              | 0–100 km/u  | Topsnelheid    | Jaartal     |
| Type             | Inhoud    | Cilinders | Kleppen | Vermogen | Koppel | Transmissie                              | 0–100 km/u  | Topsnelheid    | Jaartal     |
| ---------------- | --------- | --------- | ------- | -------- | ------ | ---------------------------------------- | ----------- | -------------- | ----------- |
| C 180 Kompressor | 1.796 cm³ | 4-in-lijn | 16V     | 143 pk   | 220 Nm | handgeschakelde 6-bak / 5-traps automaat | 9,7 / 9,9 s | 223 / 220 km/u | 2004 - 2007 |
| C 200 Kompressor | 1.796 cm³ | 4-in-lijn | 16V     | 163 pk   | 240 Nm | handgeschakelde 6-bak / 5-traps automaat | 9,3 / 9,3 s | 234 / 231 km/u | 2004 - 2007 |
| C 240            | 2.597 cm³ | V6        | 18V     | 170 pk   | 240 Nm | handgeschakelde 6-bak / 5-traps automaat | 9,2 / 9,5 s | 235 / 232 km/u | 2004 - 2005 |
| C 240 4Matic     | 2.597 cm³ | V6        | 18V     | 170 pk   | 240 Nm | 5-traps automaat                         | 10,0 s      | 232 km/u       | 2000 - 2005 |
| C 230 Kompressor | 1.796 cm³ | 4-in-lijn | 16V     | 192 pk   | 260 Nm | handgeschakelde 6-bak / 5-traps automaat | 8,1 / 8,2 s | 240 / 236 km/u | 2004 - 2005 |
| C 230            | 2.496 cm³ | V6        | 24V     | 204 pk   | 245 Nm | handgeschakelde 6-bak / 7-traps automaat | 8,4 / 8,9 s | 245 / 238 km/u | 2005 - 2007 |
| C 320            | 3.199 cm³ | V6        | 18V     | 218 pk   | 310 Nm | handgeschakelde 6-bak / 5-traps automaat | 7,7 / 7,8 s | 248 / 245 km/u | 2004 - 2005 |
| C 320 4Matic     | 3.199 cm³ | V6        | 18V     | 218 pk   | 310 Nm | 5-traps automaat                         | 8,0 s       | 245 km/u       | 2004 - 2005 |
| C 280            | 2.996 cm³ | V6        | 24V     | 231 pk   | 300 Nm | handgeschakelde 6-bak / 7-traps automaat | 7,3 / 7,2 s | 250 / 250 km/u | 2005 - 2007 |
| C 280 4Matic     | 2.996 cm³ | V6        | 24V     | 231 pk   | 300 Nm | 7-traps automaat                         | 7,6 s       | 247 km/u       | 2005 - 2007 |
| C 350            | 3.498 cm³ | V6        | 24V     | 272 pk   | 350 Nm | handgeschakelde 6-bak / 7-traps automaat | 6,4 / 6,4 s | 250 / 250 km/u | 2005 - 2007 |
| C 350 4Matic     | 3.498 cm³ | V6        | 24V     | 272 pk   | 350 Nm | 7-traps automaat                         | 6,9 s       | 250 km/u       | 2005 - 2007 |
| C 55 AMG         | 5.439 cm³ | V8        | 24V     | 367 pk   | 510 Nm | 5-traps automaat                         | 5,2 s       | 250 km/u       | 2004 - 2007 |

| Combi            | Combi     | Combi     | Combi   | Combi    | Combi  | Combi                                    | Combi        | Combi          | Combi       |
| Type             | Motor     | Motor     | Motor   | Vermogen | Koppel | Transmissie                              | 0–100 km/u   | Topsnelheid    | Jaartal     |
| Type             | Inhoud    | Cilinders | Kleppen | Vermogen | Koppel | Transmissie                              | 0–100 km/u   | Topsnelheid    | Jaartal     |
| ---------------- | --------- | --------- | ------- | -------- | ------ | ---------------------------------------- | ------------ | -------------- | ----------- |
| C 180 Kompressor | 1.796 cm³ | 4-in-lijn | 16V     | 143 pk   | 220 Nm | handgeschakelde 6-bak / 5-traps automaat | 10,0 /10,2 s | 216 / 213 km/u | 2004 - 2007 |
| C 200 Kompressor | 1.796 cm³ | 4-in-lijn | 16V     | 163 pk   | 240 Nm | handgeschakelde 6-bak / 5-traps automaat | 9,4 / 9,7 s  | 228 / 225 km/u | 2004 - 2007 |
| C 230 Kompressor | 1.796 cm³ | 4-in-lijn | 16V     | 192 pk   | 260 Nm | handgeschakelde 6-bak / 5-traps automaat | 8,7 / 8,9 s  | 235 / 232 km/u | 2004 - 2005 |
| C 230            | 2.496 cm³ | V6        | 24V     | 204 pk   | 245 Nm | handgeschakelde 6-bak / 7-traps automaat | 8,6 / 9,1 s  | 235 / 228 km/u | 2005 - 2007 |
| C 240            | 2.597 cm³ | V6        | 18V     | 170 pk   | 240 Nm | handgeschakelde 6-bak / 5-traps automaat | 9,5 / 9,9 s  | 229 / 226 km/u | 2004 - 2005 |
| C 240 4Matic     | 2.597 cm³ | V6        | 18V     | 170 pk   | 240 Nm | 5-traps automaat                         | 10,0 s       | 219 km/u       | 2004 - 2005 |
| C 280            | 2.996 cm³ | V6        | 24V     | 231 pk   | 300 Nm | handgeschakelde 6-bak / 7-traps automaat | 7,5 / 7,5 s  | 248 / 241 km/u | 2005 - 2007 |
| C 280 4Matic     | 2.996 cm³ | V6        | 24V     | 231 pk   | 300 Nm | 7-traps automaat                         | 7,9 s        | 237 km/u       | 2005 - 2007 |
| C 320            | 3.199 cm³ | V6        | 18V     | 218 pk   | 310 Nm | handgeschakelde 6-bak / 5-traps automaat | 7,9 / 8,1 s  | 244 / 242 km/u | 2004 - 2005 |
| C 320 4Matic     | 3.199 cm³ | V6        | 18V     | 218 pk   | 310 Nm | 5-traps automaat                         | 8,0 s        | 235 km/u       | 2004 - 2005 |
| C 350            | 3.498 cm³ | V6        | 24V     | 272 pk   | 350 Nm | handgeschakelde 6-bak / 7-traps automaat | 6,5 / 6,5 s  | 250 / 250 km/u | 2005 - 2007 |
| C 350 4Matic     | 3.498 cm³ | V6        | 24V     | 272 pk   | 350 Nm | 7-traps automaat                         | 7,1 s        | 250 km/u       | 2005 - 2007 |
| C 55 AMG         | 5.439 cm³ | V8        | 24V     | 367 pk   | 510 Nm | 5-traps automaat                         | 5,4 s        | 250 km/u       | 2004 - 2007 |

| Sportscoupé      | Sportscoupé | Sportscoupé | Sportscoupé | Sportscoupé | Sportscoupé | Sportscoupé                              | Sportscoupé   | Sportscoupé    | Sportscoupé |
| Type             | Motor       | Motor       | Motor       | Vermogen    | Koppel      | Transmissie                              | 0–100 km/u    | Topsnelheid    | Jaartal     |
| Type             | Inhoud      | Cilinders   | Kleppen     | Vermogen    | Koppel      | Transmissie                              | 0–100 km/u    | Topsnelheid    | Jaartal     |
| ---------------- | ----------- | ----------- | ----------- | ----------- | ----------- | ---------------------------------------- | ------------- | -------------- | ----------- |
| C 160            | 1.796 cm³   | 4-in-lijn   | 16V         | 122 pk      | 190 Nm      | handgeschakelde 6-bak / 5-traps automaat | 11,4 / 11,9 s | 205 / 202 km/u | 2005 - 2007 |
| C 180 Kompressor | 1.796 cm³   | 4-in-lijn   | 16V         | 143 pk      | 220 Nm      | handgeschakelde 6-bak / 5-traps automaat | 9,7 / 9,9 s   | 223 / 220 km/u | 2004 - 2008 |
| C 200 Kompressor | 1.796 cm³   | 4-in-lijn   | 16V         | 163 pk      | 240 Nm      | handgeschakelde 6-bak / 5-traps automaat | 9,1 / 9,4 s   | 234 / 231 km/u | 2004 - 2008 |
| C 230 Kompressor | 1.796 cm³   | 4-in-lijn   | 16V         | 192 pk      | 260 Nm      | handgeschakelde 6-bak / 5-traps automaat | 8,1 / 8,2 s   | 240 / 236 km/u | 2005 - 2008 |
| C 230            | 2.496 cm³   | V6          | 24V         | 204 pk      | 245 Nm      | handgeschakelde 6-bak / 7-traps automaat | 8,4 / 8,9 s   | 241 / 190 km/u | 2005 - 2008 |
| C 320            | 3.199 cm³   | V6          | 18V         | 218 pk      | 310 Nm      | handgeschakelde 6-bak / 5-traps automaat | 7,7 / 7,7 s   | 248 / 248 km/u | 2004 - 2005 |
| C 350            | 3.498 cm³   | V6          | 24V         | 272 pk      | 350 Nm      | handgeschakelde 6-bak / 7-traps automaat | 6,4 / 6,4 s   | 250 / 250 km/u | 2005 - 2008 |

Diesel
| Sedan        | Sedan     | Sedan     | Sedan   | Sedan    | Sedan        | Sedan                                    | Sedan         | Sedan          | Sedan       |
| Type         | Motor     | Motor     | Motor   | Vermogen | Koppel       | Transmissie                              | 0–100 km/u    | Topsnelheid    | Jaartal     |
| Type         | Inhoud    | Cilinders | Kleppen | Vermogen | Koppel       | Transmissie                              | 0–100 km/u    | Topsnelheid    | Jaartal     |
| ------------ | --------- | --------- | ------- | -------- | ------------ | ---------------------------------------- | ------------- | -------------- | ----------- |
| C 200 CDI    | 2.148 cm³ | 4-in-lijn | 16V     | 122 pk   | 270 Nm       | handgeschakelde 6-bak / 5-traps automaat | 11,7 / 11,9 s | 208 / 203 km/u | 2004 - 2005 |
| C 200 CDI    | 2.148 cm³ | 4-in-lijn | 16V     | 122 pk   | 270 Nm       | handgeschakelde 6-bak / 5-traps automaat | 11,7 / 11,9 s | 208 / 203 km/u | 2005 - 2007 |
| C 220 CDI    | 2.148 cm³ | 4-in-lijn | 16V     | 150 pk   | 340 Nm       | handgeschakelde 6-bak / 5-traps automaat | 10,1 / 10,3 s | 224 / 218 km/u | 2004 - 2005 |
| C 220 CDI    | 2.148 cm³ | 4-in-lijn | 16V     | 150 pk   | 340 Nm       | handgeschakelde 6-bak / 5-traps automaat | 10,1 / 10,3 s | 224 / 218 km/u | 2005 - 2007 |
| C 270 CDI    | 2.685 cm³ | 5-in-lijn | 20V     | 170 pk   | 400 Nm       | handgeschakelde 6-bak / 5-traps automaat | 8,9 / 9,1 s   | 230 / 225 km/u | 2004 - 2005 |
| C 320 CDI    | 2.987 cm³ | V6        | 24V     | 224 pk   | 415 / 510 Nm | handgeschakelde 6-bak / 7-traps automaat | 8,1 / 7,2 s   | 246 / 250 km/u | 2005 - 2007 |
| C 30 CDI AMG | 2.950 cm³ | 5-in-lijn | 20V     | 231 pk   | 540 Nm       | 5-traps automaat                         | 6,8 s         | 250 km/u       | 2004 - 2004 |

| Combi        | Combi     | Combi     | Combi   | Combi    | Combi        | Combi                                    | Combi         | Combi          | Combi       |
| Type         | Motor     | Motor     | Motor   | Vermogen | Koppel       | Transmissie                              | 0–100 km/u    | Topsnelheid    | Jaartal     |
| Type         | Inhoud    | Cilinders | Kleppen | Vermogen | Koppel       | Transmissie                              | 0–100 km/u    | Topsnelheid    | Jaartal     |
| ------------ | --------- | --------- | ------- | -------- | ------------ | ---------------------------------------- | ------------- | -------------- | ----------- |
| C 200 CDI    | 2.148 cm³ | 4-in-lijn | 16V     | 122 pk   | 270 Nm       | handgeschakelde 6-bak / 5-traps automaat | 12,2 / 12,4 s | 202 / 197 km/u | 2004 - 2005 |
| C 200 CDI    | 2.148 cm³ | 4-in-lijn | 16V     | 122 pk   | 270 Nm       | handgeschakelde 6-bak / 5-traps automaat | 12,2 / 12,4 s | 202 / 197 km/u | 2005 - 2007 |
| C 220 CDI    | 2.148 cm³ | 4-in-lijn | 16V     | 150 pk   | 340 Nm       | handgeschakelde 6-bak / 5-traps automaat | 10,5 / 10,8 s | 218 / 212 km/u | 2004 - 2005 |
| C 220 CDI    | 2.148 cm³ | 4-in-lijn | 16V     | 150 pk   | 340 Nm       | handgeschakelde 6-bak / 5-traps automaat | 10,5 / 10,8 s | 218 / 212 km/u | 2005 - 2007 |
| C 270 CDI    | 2.685 cm³ | 5-in-lijn | 20V     | 170 pk   | 400 Nm       | handgeschakelde 6-bak / 5-traps automaat | 9,3 / 9,4 s   | 224 / 220 km/u | 2004 - 2005 |
| C 320 CDI    | 2.987 cm³ | V6        | 24V     | 224 pk   | 415 / 510 Nm | handgeschakelde 6-bak / 7-traps automaat | 8,3 / 7,1 s   | 244 / 241 km/u | 2005 - 2007 |
| C 30 CDI AMG | 2.950 cm³ | 5-in-lijn | 20V     | 231 pk   | 540 Nm       | 5-traps automaat                         | 7,0 s         | 250 km/u       | 2004 - 2004 |

| Sportscoupé  | Sportscoupé | Sportscoupé | Sportscoupé | Sportscoupé | Sportscoupé | Sportscoupé                              | Sportscoupé   | Sportscoupé    | Sportscoupé |
| Type         | Motor       | Motor       | Motor       | Vermogen    | Koppel      | Transmissie                              | 0–100 km/u    | Topsnelheid    | Jaartal     |
| Type         | Inhoud      | Cilinders   | Kleppen     | Vermogen    | Koppel      | Transmissie                              | 0–100 km/u    | Topsnelheid    | Jaartal     |
| ------------ | ----------- | ----------- | ----------- | ----------- | ----------- | ---------------------------------------- | ------------- | -------------- | ----------- |
| C 200 CDI    | 2.148 cm³   | 4-in-lijn   | 16V         | 122 pk      | 270 Nm      | handgeschakelde 6-bak / 5-traps automaat | 11,7 / 11,9 s | 208 / 203 km/u | 2004 - 2005 |
| C 200 CDI    | 2.148 cm³   | 4-in-lijn   | 16V         | 122 pk      | 270 Nm      | handgeschakelde 6-bak / 5-traps automaat | 11,7 / 11,9 s | 208 / 203 km/u | 2005 - 2008 |
| C 220 CDI    | 2.148 cm³   | 4-in-lijn   | 16V         | 150 pk      | 340 Nm      | handgeschakelde 6-bak / 5-traps automaat | 10,3 / 10,5 s | 224 / 218 km/u | 2004 - 2005 |
| C 220 CDI    | 2.148 cm³   | 4-in-lijn   | 16V         | 150 pk      | 340 Nm      | handgeschakelde 6-bak / 5-traps automaat | 10,3 / 10,5 s | 224 / 218 km/u | 2005 - 2008 |
| C 30 CDI AMG | 2.950 cm³   | 5-in-lijn   | 20V         | 231 pk      | 540 Nm      | 5-traps automaat                         | 6,8 s         | 250 km/u       | 2004 - 2004 |